# Walmart de México y Centroamérica
Walmart de México y Centroamérica, kallas Walmex, är ett mexikanskt multinationellt detaljhandelskedja som är verksamma i Costa Rica, El Salvador, Guatemala, Honduras, Mexiko och Nicaragua. De är dotterbolag till världens största detaljhandelskedja, amerikanska Walmart Inc. Detaljhandelskedjan förfogar över 3 259 butiker och ett tiotal olika butikskoncept däribland Sam's Club i de berörda länderna. För 2012 hade Walmex nästan en femtedel av Walmarts totala butiker i världen.
Företaget grundades 1958 som Aurrerá av Jerónimo Arango. I ett senare skede blev Aurrerá en del av Arangos andra företag Cifra. 1991 ingick Cifra ett samriskavtal med Wal-Mart där man skulle samarbeta och där Wal-Mart skulle etablera butiker under sitt eget namn och Sam's Club i Mexiko. 1997 köpte Wal-Mart 51% av Cifra och företaget bytte namn till Wal-Mart de México och bara tre år senare ökade Wal-Mart ägandet till 60%. Mellan 2005 och 2010 tog Wal-Mart även över sina verksamheter i Centralamerika och fusionerade dessa med Walmex. De beslutade samtidigt att namnet på företaget skulle bli Wal-Mart de México y Centroamérica, för att kunna representera både Centralamerika och Mexiko. I december 2017 meddelade Wal-Mart att hela koncernen skulle byta namn från Wal-Mart Stores, Inc. till Walmart Inc., detta skulle ske den 1 februari 2018.
För 2018 omsatte företaget nästan 617 miljarder mexikanska pesos och hade en personalstyrka på omkring 234 000 anställda. Huvudkontoret ligger i Mexico City.